# Rocky Colavito
Rocco Domenico Colavito, Jr., dit Rocky Colavito, né le 10 août 1933 à New York (État de New York) et mort le 10 décembre 2024 à Bernville (Pennsylvanie), est un joueur américain de baseball entre 1955 et 1968 qui évolue en Ligues majeures.

## Carrière
Natif de New York, Rocky Colavito est un fan des New York Yankees. Il quitte l'école à seize ans pour suivre l'exemple de ses modèles, Joe Di Maggio au premier chef. Il signe finalement chez les Cleveland Indians en 1950 où il complète sa formation dans les ligues mineures de cette organisation pendant cinq ans. Il devient ensuite le premier Indian à signer deux saisons à plus de 40 coups de circuit. Le 10 juin 1959, il frappe quatre coups de circuit au cours d'un même match.
Rocky Colavito est de loin le joueur préféré des fans des Indians qui enragent quand ils apprennent que ce dernier est transféré chez les rivaux des Detroit Tigers en 1960. Pour un auteur comme Terry Pluto, ce transfert marque le coup d'envoi de la malédiction de Colavito, qui porte la poisse à la franchise des Indians pendant plus de trente ans.

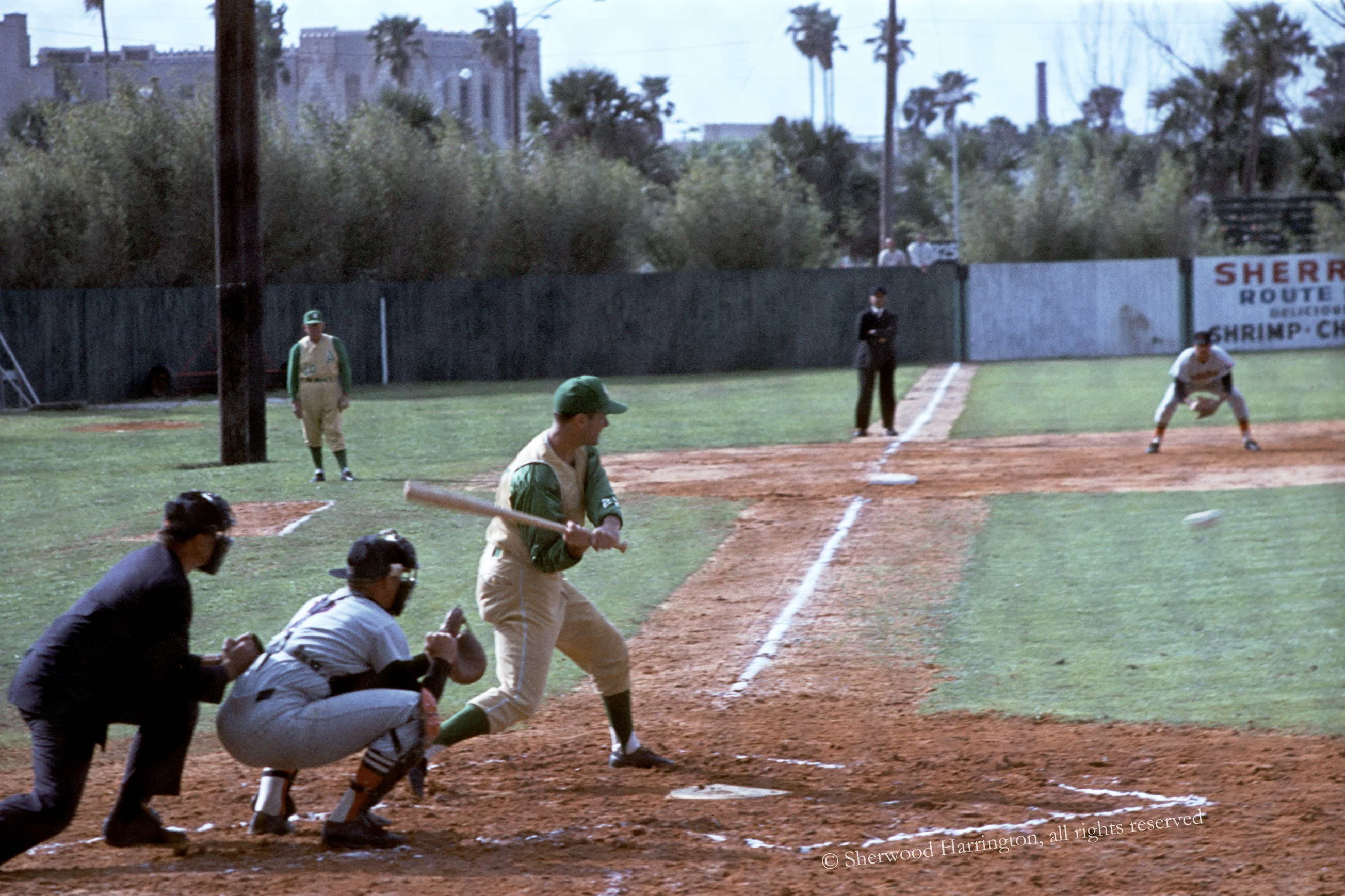
Rocky Colavito en 1964.

À Détroit, il conserve son niveau sportif, mais le courant passe mal avec les fans des Tigers. Le 12 mai 1961, il est expulsé d'un match après s'être battu en tribune contre un fan saoul qui harcelait sa femme et son père. Il quitte les Tigers en 1963 pour rejoindre pour une saison les Kansas City Athletics avant de retrouver les Cleveland Indians de 1965 à 1967.
Il achève sa carrière sous l'uniforme de son enfance, celui des New York Yankees après de rapides crochets chez les Chicago White Sox et les Los Angeles Dodgers.
Rocky Colavito meurt le 10 décembre 2024 à Bernville en Pennsylvanie à l'âge de 91 ans.